# Cork United FC
Cork United F.C. és el nom que van tenir dos clubs de futbol irlandesos de la ciutat de Cork. Ambdós disputaren la lliga irlandesa de futbol, el primer als anys 40 i el segon als anys 80.

## Història
El primer Cork United nasqué l'any 1939 i jugà a la lliga irlandesa fins al 1948. Fou el resultat de l'evolució del Fordsons F.C., club fundat el 1912 i que canvià de nom diversos cops: Cork F.C. (1930), Cork City F.C. (1938), Cork United (1939) i Cork Athletic F.C. (1948). El club desaparegué el 1958. El club visqué la seva època daurada a inicis dels 40, període en què guanyà 5 títols de lliga.
El segon Cork United aparegué el 1979. Nasqué uns anys abans, el 1976, amb el nom d'Albert Rovers F.C., que canvià per Cork Albert F.C. el 1977. El United disputà tres temporades a la lliga irlandesa, abans de ser expulsat per problemes econòmics el 1982.

## Palmarès
Cork City
- Munster Senior Cup: 1
  - 1939

Cork United I
- Lliga irlandesa de futbol: 5
  - 1941, 1942, 1943, 1945, 1946
- Copa irlandesa de futbol: 2
  - 1941, 1947
- League of Ireland Shield: 2
  - 1943, 1948
- Munster Senior Cup: 4
  - 1941, 1945, 1946, 1947

Cork United II
- Munster Senior Cup: 2
  - 1980, 1982

## Posicions finals a la lliga
| Temporada | Posició |
| --------- | ------- |
| 1981/82   | 10è     |
| 1980/81   | 9è      |
| 1979/80   | 14è     |
| 1946/47   | 4t      |
| 1945/46   | 1r      |
| 1944/45   | 1r      |
| 1943/44   | 5è      |
| 1942/43   | 1r      |
| 1941/42   | 1r      |
| 1940/41   | 1r      |
| 1939/40   | 5è      |
| 1938/39   | 11è     |

## Jugadors destacats
Cork United I
- Frank O'Farrell
- Tommy Moroney